# Allan Miller (Dirigent)
Allan Miller (* 1934) ist ein US-amerikanischer Dirigent, Musikfilmregisseur und -produzent.

## Leben
Miller studierte Musik mit Abschluss als Bachelor und Master in der Harvard University und war dann in Europa Schüler von Hermann Scherchen. Er begann seine Laufbahn als Dirigent beim Baltimore Symphony Orchestra und wurde dann stellvertretender Dirigent des Denver Symphony Orchestra. Daneben war er Begründer der Late Late Concerts am Lincoln Center und Mitbegründer des Symphony Space, eines Zentrums für darstellende Kunst in Manhattan, und trat als Gastdirigent mit verschiedenen anderen Orchestern der USA auf. 1992 wurde er Chefdirigent das Albany Symphony Orchestra.
Insgesamt produzierte Miller mehr als 35 Musik- und Dokumentarfilme sowie Fernsehprogramme zu Themen aus der Welt der Musik. Er wurde zweimal mit einem Oscar ausgezeichnet: 1975 gemeinsam mit seinem Koregisseur William Fertik für The Bolero und 1977 für From Mao to Mozart – Isaac Stern in China. Small Wonders wurde 1996 für einen Grammy nominiert. Einen Emmy Award erhielt er 1999 für Itzhak Perlman – Fiddeling for the Future.

## Filmographie
- Bolero (mit Zubin Mehta und dem Los Angeles Philharmonic Orchestra), 1974
- The Music Project Presents: Three Essays: , 1975
  - The Secret Life of an Orchestra: Wagner's Mastersinger Prelude
  - Karel Husa's Music for Prague
  - Wizard with Sound
- Ancient Voices of Children, 1975
- Amazing Grace, America In Song, 1976
- Memories of Eubie – Eubie Blake, Alberta Hunter, Billie Taylor, Gregory and Maurice Hines, 1978
- Ormandy and his Orchestra – Tour of Japan, 1979
- Cleveland Orchestra 60th Birthday Concert – Lorin Maazel, Beverly Sills, Isaac Stern, Leonard Rose, 1979
- Tonight at Carnegie Hall – with the Isaac Stern – Pinchas Zukerman – Leonard Rose Trio 2 Programs, 1980
- From Mao to Mozart – Isaac Stern in China, 1981
- The Huberman Festival – 100th Anniversary of the Israel Philharmonic – 6 Concert Programs with Mehta, Stern, Zukerman, Perlman, Gitlis, Haendel, and Others, 1981
- In Search of Bach – Bach Aria Group at Stony Brook, 1981
- Playing to Win– International American Music Competition for Pianists, 1981
- Charles Ives Fourth Symphony, 1982
- Hary Janos – Baltimore Symphony Orchestra, 1984
- A Hungry Feeling – The Life and Death of Brendan Behan, 1984
- Aaron Copland – A Self-Portrait, 1985
- High Fidelity – The Adventures of The Guarneri String Quartet, 1987
- I have Nothing to Say and I am Saying it, John Cage, 1990
- November's Children...Revolution in Prague, 1991
- My Favorite Opera – Katia Ricciarelli in Venice, 1991
- A Maestro Between Two Worlds – Kurt Masur with the Leipzig Gewandhaus Orchestra and The New York Philharmonic, 1992
- Orpheus in the Real World – A Performance Documentary of the World Famous Chamber Orchestra, shot in rehearsals, recording sessions, and concerts, 1995
- Music for the Movies: Zhao Jiping – Chinese Film Composer, 1996
- Small Wonders – Roberta Tzavaras’ East Harlem Violin Program, 1996
- Bowing Out – Robert Mann’s Last 3 Days with the Juilliard String Quartet, 1997
- Fiddling for the Future – Itzhak Perlman and young musicians, 1998
- Musical Encounters – Isaac Stern returns to China 20 years after From Mao to Mozart, 2000
- The Turandot Project – The making of Turandot in Florence and the Forbidden City of Beijing – staged by Zhang Yimou, conducted by Zubin Mehta, 2000
- In Search of Cezanne, 2000
- Perlan in Shanghei, Itzhak Perlman's visit to Shanghai with 30 students, 2002
- 7 Master Classes Conducted by Daniel Barenboim (mit Lang Lang, Jonathan Biss, Shai Wosner und anderen), 2005
- House of Life – The Old Prague Jewish Cemetery (mit Mark Podwal, erzählt von Claire Bloom), 2007
- Maestro – Portrait of Cunductor Valery Gergiev, 2008
- You Cannot Start Without Me – Valery Gergiev, Maestro, 2009
- I Sin Beijing, western singers go to Beijing to study and perform in Mandarin, 2010
- Speak the Music – Robert Mann an the Mysteries of Chamber Music, 2013